# Maksym-Salisnjak-Eiche

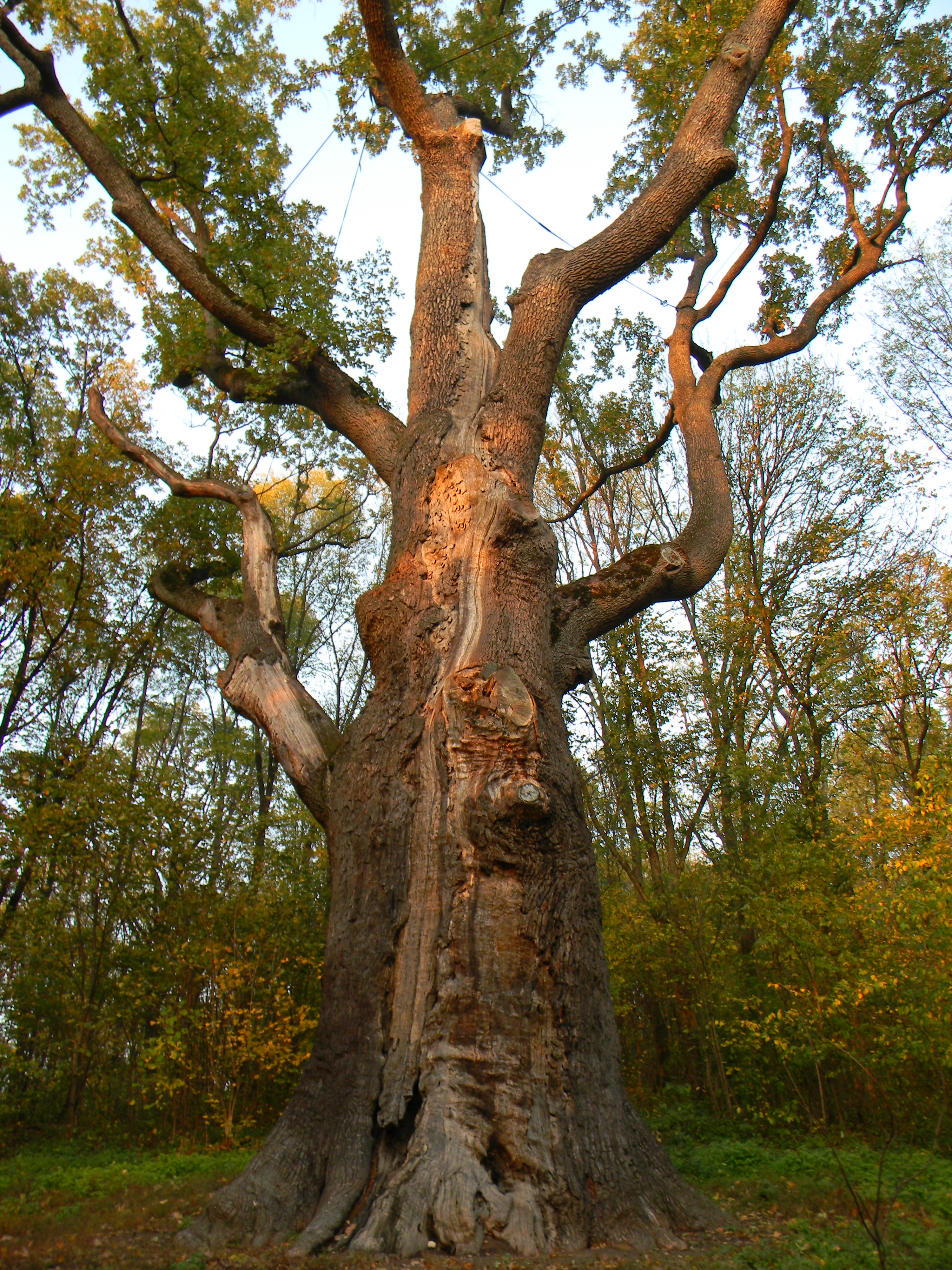
Die Maksym-Salisnjak-Eiche mit Blitzeinschlagsspuren (2013)

Die Maksym-Salisnjak-Eiche (ukrainisch Дуб Максима Залізняка) ist ein Naturdenkmal in der Ukraine. Die Stieleiche erhielt ihren Namen nach dem Kosaken Maksym Salisnjak und befindet sich nahe der Siedlung Buda im Rajon Tscherkassy in der Oblast Tscherkassy.
Der Baum ist ungefähr 1100 Jahre alt, war 2013 ungefähr 30 Meter hoch und hat einen Stammumfang in Brusthöhe von knapp 9 Metern. An dem Baum sind zahlreiche Narben von Blitzeinschlägen zu sehen. Nach späteren Quellen ist die Eiche nur 24 Meter hoch.
Nach der Überlieferung versammelten sich unter der Eiche Hajdamaken unter der Führung von Maksym Salisnjak. Hier hätten sie geschworen, gegen die polnische Dominanz zu kämpfen, ohne dabei ihr Leben zu schonen.
In den 1950er Jahren war der Baum in einem sehr schlechten Zustand und von Fäulnis befallen. Da er außerdem einer Stromleitung im Weg stand, wurde geplant, ihn zu fällen. Dank des Einsatzes eines Oberförsters, der auch auf die Idee kam, die Fäulnis dadurch zu entfernen, dass er betroffene Stellen mit vor Ort gekochtem Sirup  einstreichen ließ, welcher dann von Bienen einschließlich der Faulstellen geholt wurde, ist der Baum gerettet worden. 1968 wurde der Baum eingezäunt, um ihn zu schützen, und im selben Jahr wurde das umliegende Gebiet seines Standorts zum nationalen Naturschutzgebiet erklärt. Am 27. Juli 1972 erhielt die Eiche den Status eines Naturdenkmals.
1997/98 bestand die Gefahr, dass der Baum austrocknet. Es wurden mehrere Brunnen gebohrt, um ihn zu bewässern. Zur Düngung vergrub man tote Kühe (sic!) in seinem Wurzelbereich, deren Zersetzungsprodukte ihn mit Nährstoffen versorgen sollten.
Seit dem Jahr 2000 wird die Eiche regelmäßig zweimal im Jahr gepflegt. Dabei wird sie beschnitten, dürre Zweige werden entfernt und sie wird gedüngt. Da sie eine Touristenattraktion ist, hat man einige Meter von der Eiche entfernt eine Aussichtsplattform errichtet, von der aus man den Baum besichtigen kann, ohne die Gefahr, dass er beschädigt wird.

## Bilder

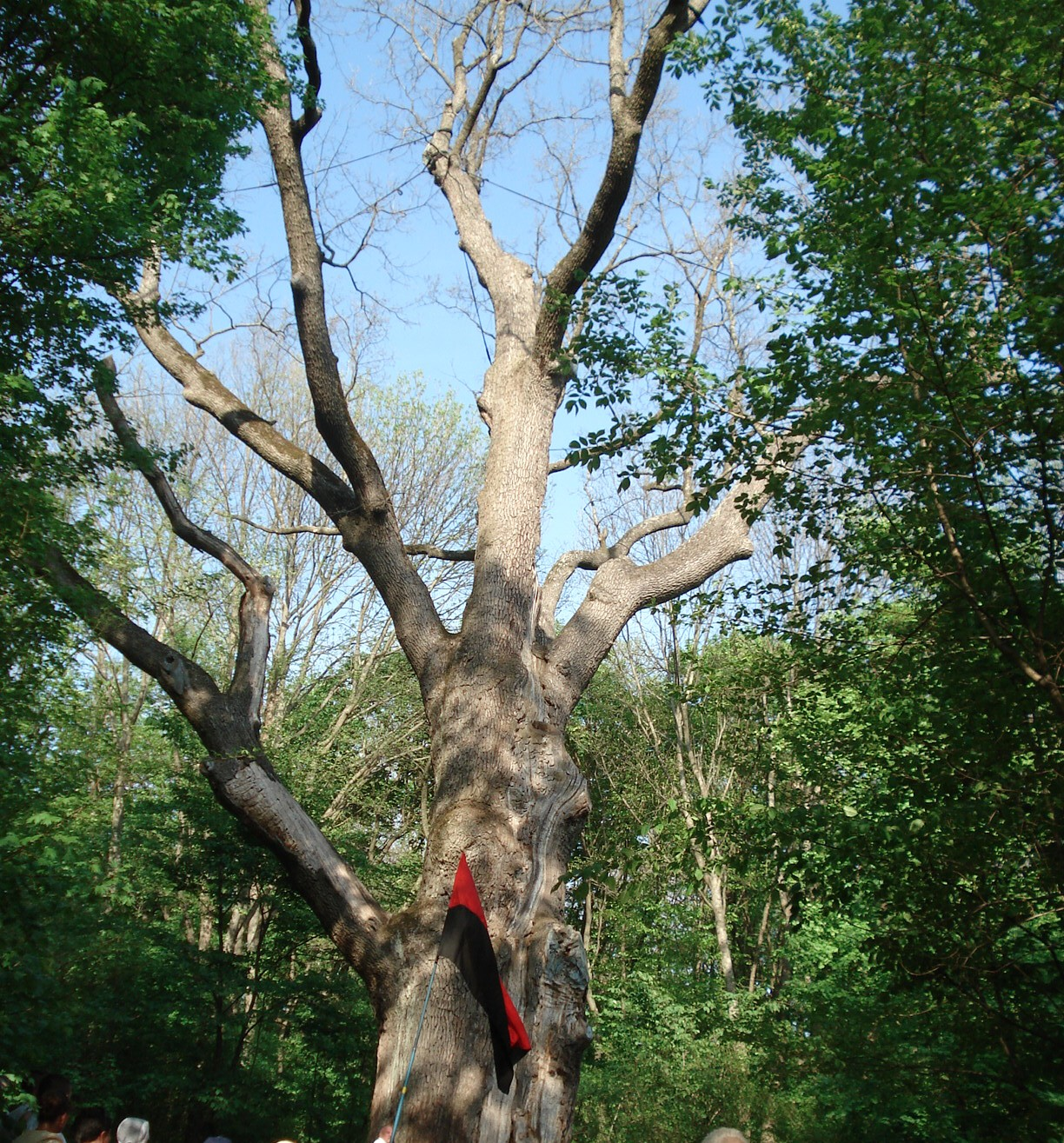
Die Eiche mit Sicherungsseilen in der Krone
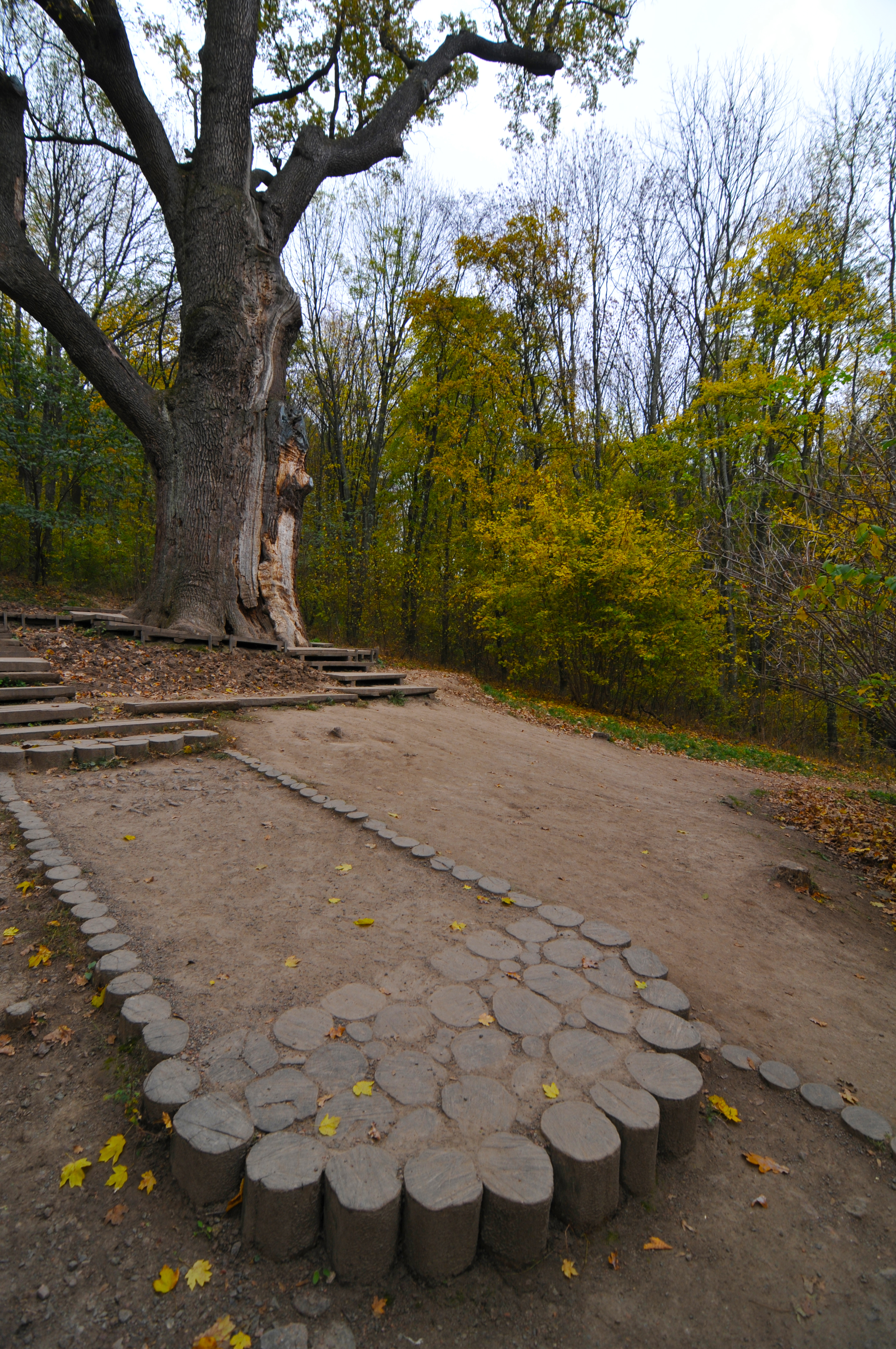
Umfeld des Baumes 2008
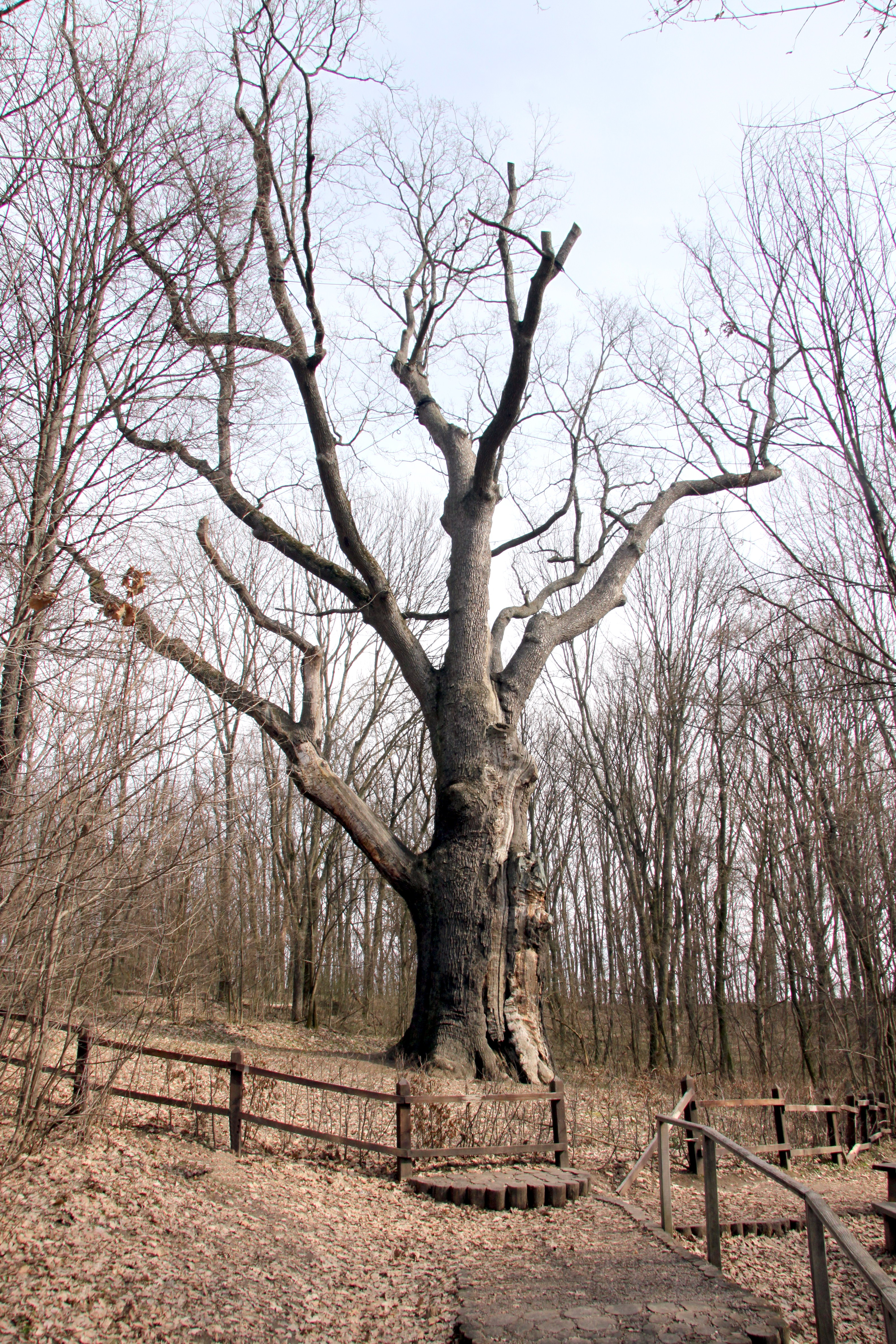
Die Eiche im Winter 2016